# Physeter
Physeter là một chi động vật có vú trong họ Physeteridae, bộ Cetacea. Chi này được Linnaeus miêu tả năm 1758. Loài điển hình của chi này là Physeter macrocephalus Linnaeus, 1758 (= Physeter catodon Linnaeus, 1758) được lựa chọn sau này (Palmer, 1904:5).

## Hình ảnh

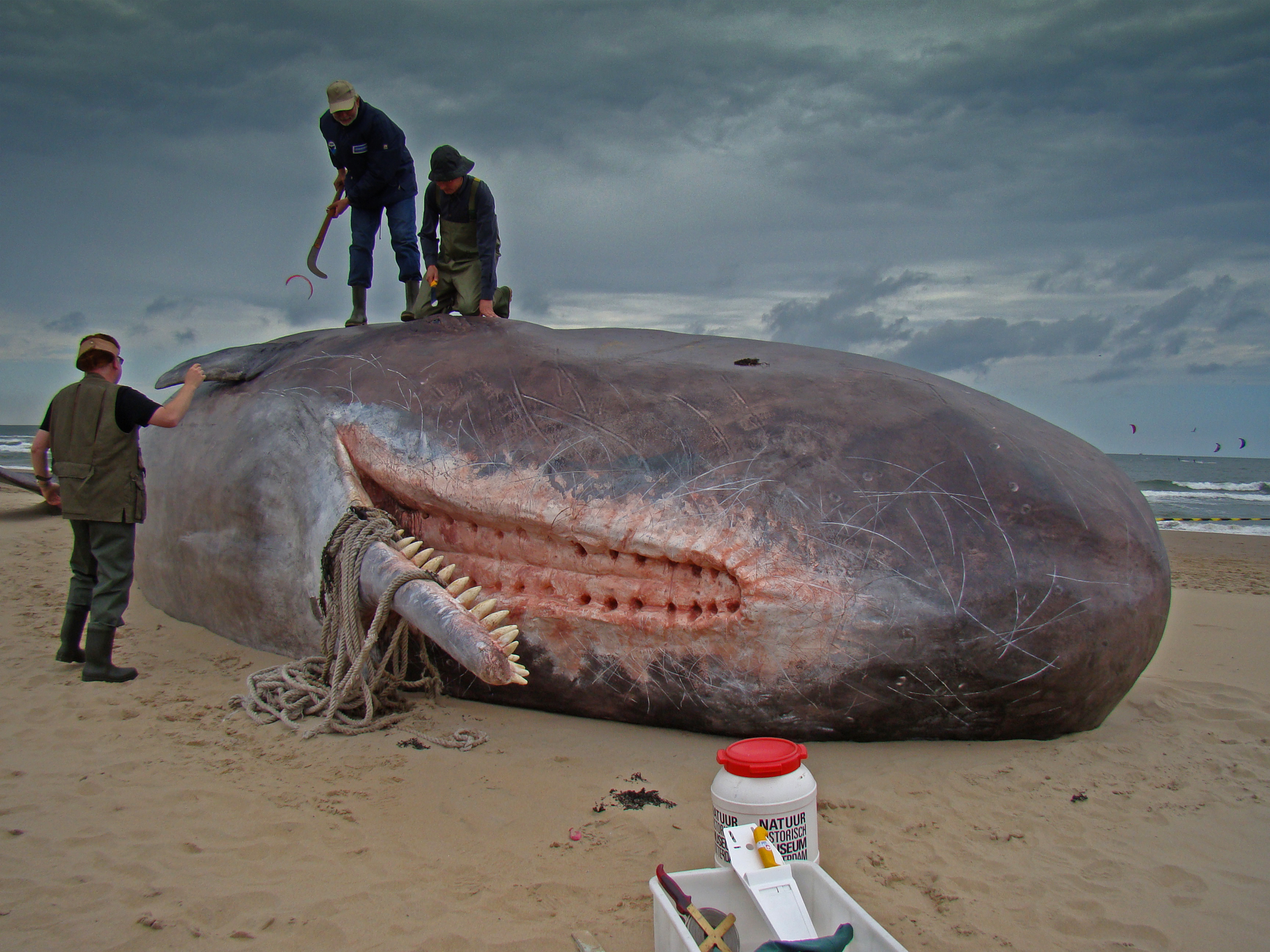
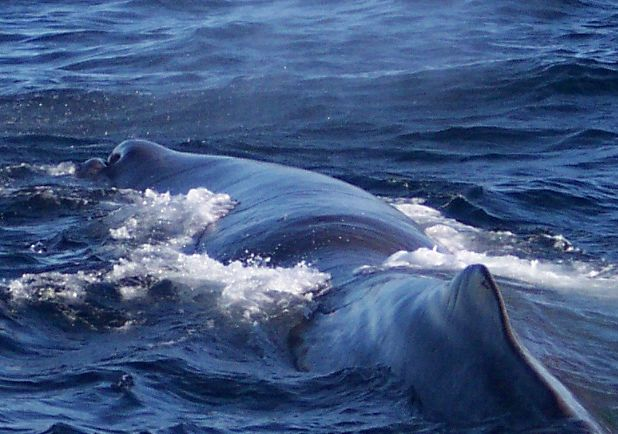

## Các loài
Chi này gồm các loài: